# Karl Corneliusson
Björn Karl Håkan Corneliusson, född 17 november 1976 i Göteborg, är en svensk före detta fotbollsspelare.
Corneliusson gjorde A-lagsdebut i Örgryte IS 1994, en säsong som slutate i avancemang till Allsvenskan. 1999 värvades han av AIK. I början av 2000-talet spelade Corneliusson till sig en ordinarie plats som ytterback i Sveriges landslag och deltog under 2000 och 2001 i flera VM-kvalmatcher. I maj 2002 ådrog han sig dock en handskada i samband med gurkskärning. Det dröjde drygt 2 månader innan han var tillbaka i spel i klubblaget, men han gjorde inga fler landskamper efter detta. Under 2004-2005 spelade Corneliusson för det italienska klubbarna Salernitana Calcio (Serie B) och Napoli Soccer (Serie C), varpå han återvände till Sverige och Landskrona BoIS, där han avslutade sin karriär i Superettan.

## Klubbar
- Masthuggets BK (1982–1985)
- Göteborgs FF (1986–1987)
- Örgryte IS (1988–1998)
- AIK (1999–2003)
- Salernitana Calcio (2004)
- Napoli (2004–2005)
- Landskrona BoIS (2005–2007)
- Lilla Torg FF (2007–2009)
- BK Skottfint (2011–2012)
- Stenungsunds IF (2014)
- Styrsö BK (2014–2016)

## Landskamper
- 9 A (1 mål)
- 20 U-21 (1 mål)
- 9 J (3 mål)
- 11 P